# 后湖管理区
后湖管理区是中国湖北省潜江市下辖的一个类似乡级单位。

## 行政区划
后湖管理区下辖木剅口社区、杜家沟社区、张家窑分场生活区、天新场分场生活区、关庙分场生活区、前湖分场生活区、皇装垸分场生活区、流塘分场生活区。